# ادیهالی (ارسیکر)
ادیهالی (ارسیکر) (به انگلیسی: Adihalli (Arsikere)) یک روستا در هند است که در کارناتاکا واقع شده‌است.